# TUI fly Belgium
Jetairfly (офіційно TUI Airlines Belgium) — бельгійська авіакомпанія, яка здійснює регулярні рейси. Є частиною TUI AG, найбільшого туристичного концерну в світі, штаб-квартира якого розташована в Ганновері, Німеччина. TUI AG включає 6 авіакомпаній, такі як TUIfly, Thomson Airways, TUIfly Nordic, Corsair International і Arkefly.
У 2012 році Jetairfly перевезла більше 2,78 млн пасажирів. Вона здійснює 163 рейсу, за 105 напрямами (2013). Jetairfly є другою бельгійської авіакомпанії за кількістю флоту, кількості пасажирів і кількістю напрямів. В жовтні 2012 року, бельгійська авіакомпанія стверджувала, що вона оснащена найсучаснішим флотом.

## Флот

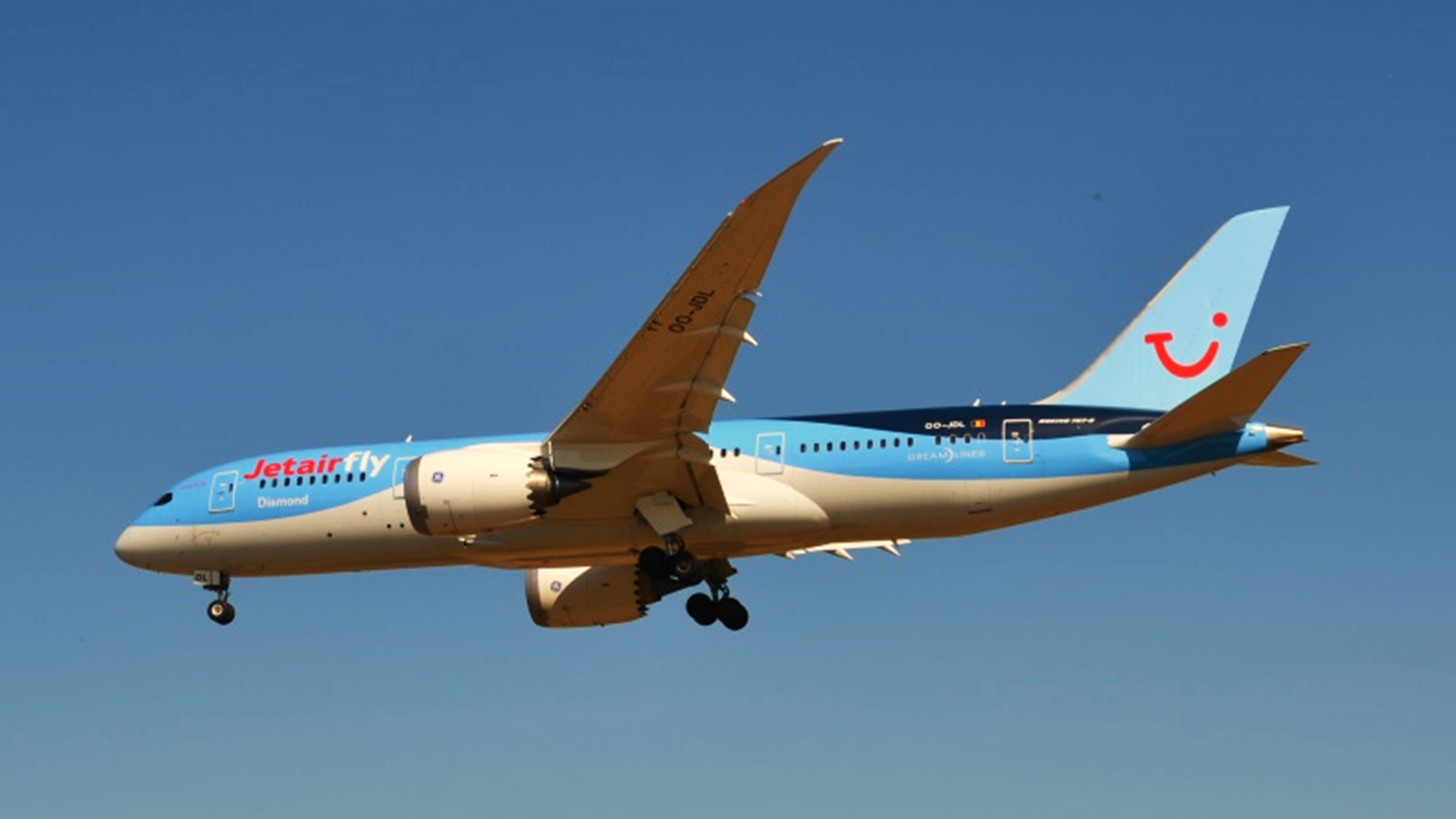
TUI fly Belgium Boeing 787-8 у лівреї колишньої Jetairfly titles

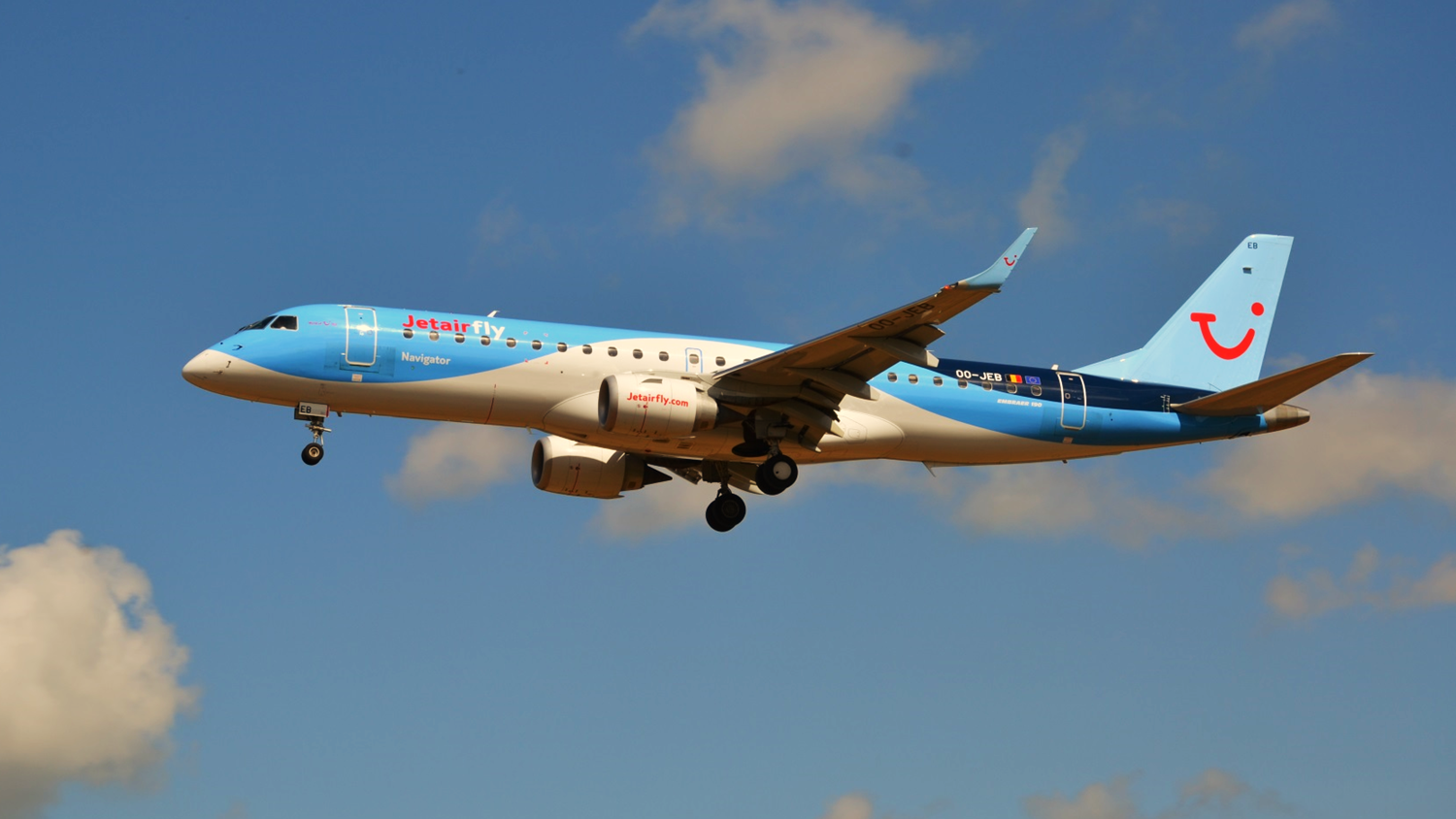
TUI fly Belgium Embraer 190 у лівреї колишньої Jetairfly titles

Флот TUI fly Belgium на квітень 2018::
| Тип               | В дії | Замовлено | Пасажирів | Пасажирів | Пасажирів | Примітки           |
| Тип               | В дії | Замовлено | P         | E         | Разом     | Примітки           |
| ----------------- | ----- | --------- | --------- | --------- | --------- | ------------------ |
| Boeing 737-700    | 5     | –         | –         | 148       | 148       | Списуються в 2019. |
| Boeing 737-800    | 18    | —         | –         | 189       | 189       |                    |
| Boeing 737 MAX 8  | 4     | 11        | –         | 189       | 189       |                    |
| Boeing 737 MAX 10 | —     | 4         | TBA       | TBA       | TBA       |                    |
| Boeing 787-8      | 2     | —         | 47        | 253       | 300       |                    |
| Embraer 190       | 4     | –         | –         | 112       | 112       |                    |
| Разом             | 33    | 17        |           |           |           |                    |